# Congre à moustache
Conger cinereus
Espèce
Le congre à moustache (Conger cinereus) est un poisson anguilliforme de la famille des Congridae, aussi appelé congre oiro.